# Deuxième district congressionnel de l'Ohio
Le 2e district congressionnel de l'Ohio est un district du sud de l'Ohio. Il est actuellement représenté par le Républicain Brad Wenstrup.
Le district comprend la totalité des comtés d'Adams, Brown, Pike, Clermont, Highland, Clinton, Ross, Pickaway, Hocking, Vinton, Jackson, Gallia, Meigs, Lawrence et Scioto, ainsi que certaines parties du Comté de Fayette. Avec un indice CPVI de R+25, c'est le district le plus Républicain de l'Ohio.

## Historique de vote
| Année | Poste     | Résultats              |
| ----- | --------- | ---------------------- |
| 2000  | Président | Bush 63,0 % - 34,0 %   |
| 2004  | Président | Bush 64,0 % - 36,0 %   |
| 2008  | Président | McCain 59,0 % - 40,0 % |
| 2012  | Président | Romney 55,0 % - 44,0 % |
| 2016  | Président | Trump 56,0 % - 40,0 %  |
| 2020  | Président | Trump 55,0 % - 42,0 %  |

## Liste des Représentants
| Membre                          | Parti                        | Années                             | Congrès        | Histoire électorale |
| ------------------------------- | ---------------------------- | ---------------------------------- | -------------- | --- |
| District établit le 4 mars 1813 |                              |                                    |                | |
| John Alexander (en)             | Républicain-Démocrate        | 4 mars 1813 - 3 mars 1817          | 13e , 14e      | Élu en 1812. Réélu en 1814. Perd sa réélection. |
| John Wilson Campbell (en)       | Républicain-Démocrate        | 4 mars 1817 - 3 mars 1823          | 15e - 17e      | Élu en 1816. Réélu en 1818. Réélu en 1820. Redécoupage vers le 5e district. |
| Thomas R. Ross (en)             | Républicain-Démocrate        | 4 mars 1823 - 3 mars 1825          | 18e            | Redécoupage depuis le 1er district et réélu en 1822. Perd sa réélection. |
| John Woods (en)                 | Anti-Jacksonien              | 4 mars 1825 - 3 mars 1829          | 19e , 20e      | Élu en 1824. Réélu en 1826. Perd sa réélection. |
| James Shields (en)              | Jacksonien (en)              | 4 mars 1829 - 3 mars 1831          | 21e            | Élu en 1828. |
| Thomas Corwin                   | Anti-Jacksonien              | 4 mars 1831 - 3 mars 1833          | 22e            | Élu en 1830. Redécoupage vers le 4e district. |
| Taylor Webster (en)             | Jacksonien (en)              | 4 mars 1833 - 3 mars 1837          | 23e - 25e      | Élu en 1832. Réélu en 1834. Réélu en 1836. |
| Taylor Webster (en)             | Démocrate                    | 4 mars 1837 - 3 mars 1839          | 23e - 25e      | Élu en 1832. Réélu en 1834. Réélu en 1836. |
| John B. Weller                  | Démocrate                    | 4 mars 1839 - 3 mars 1845          | 26e - 28e      | Élu en 1838. Réélu en 1840. Réélu en 1843. |
| Francis A. Cunningham (en)      | Démocrate                    | 4 mars 1845 - 3 mars 1847          | 29e            | Élu en 1844. |
| David Fisher (en)               | Whig                         | 4 mars 1847 - 3 mars 1849          | 30e            | Élu en 1846. |
| Lewis D. Campbell (en)          | Whig                         | 4 mars 1849 - 3 mars 1853          | 31e , 32e      | Élu en 1848. Réélu en 1850. Redécoupage vers le 3e district. |
| John Scott Harrison (en)        | Whig                         | 4 mars 1853 - 3 mars 1855          | 33e , 34e      | Élu en 1852. Réélu en 1854. |
| John Scott Harrison (en)        | Opposition Party (en)        | 4 mars 1855 - 3 mars 1857          | 33e , 34e      | Élu en 1852. Réélu en 1854. |
| William S. Groesbeck (en)       | Démocrate                    | 4 mars 1857 - 3 mars 1859          | 35e            | Élu en 1856. |
| John A.Gurley (en)              | Républicain                  | 4 mars 1859 - 3 mars 1863          | 36e , 37e      | Élu en 1858. Réélu en 1860. |
| Alexander Long (en)             | Démocrate                    | 4 mars 1863 - 3 mars 1865          | 38e            | Élu en 1862. |
| Rutherford B. Hayes             | Républicain                  | 4 mars 1865 - 20 juillet 1867      | 39e , 40e      | Élu en 1864. Retrait pour se présenter comme Gouverneur de l'Ohio. |
| Vacant                          | Vacant                       | 20 juillet 1867 - 21 novembre 1867 | 40e            | |
| Samuel Fenton Cary (en)         | Républicain Indépendant (en) | 21 novembre 1867 - 3 mars 1869     | 40e            | Élu pour terminer le mandat de Hayes. Réélu en 1866. |
| Job E. Stevenson (en)           | Républicain                  | 4 mars 1869 - 3 mars 1873          | 41e , 42e      | Élu en 1868. Réélu en 1870. |
| Henry Blackstone Banning        | Républicain-Libéral          | 4 mars 1873 - 3 mars 1875          | 43e - 45e      | Élu en 1872. Réélu en 1874. Réélu en 1876. |
| Henry Blackstone Banning        | Démocrate                    | 4 mars 1875 - 3 mars 1879          | 43e - 45e      | Élu en 1872. Réélu en 1874. Réélu en 1876. |
| Thomas L. Young (en)            | Républicain                  | 4 mars 1879 - 3 mars 1883          | 46e , 47e      | Élu en 1878. Réélu en 1880. |
| Isaac M. Jordan (en)            | Démocrate                    | 4 mars 1883 - 3 mars 1885          | 48e            | Élu en 1882. |
| Charles Elwood Brown (en)       | Républicain                  | 4 mars 1885 - 3 mars 1889          | 49e , 50e      | Élu en 1884. Réélu en 1886. |
| John A. Caldwell (en)           | Républicain                  | 4 mars 1889 - 4 mai 1894           | 51e - 53e      | Élu en 1888. Réélu en 1890. Réélu en 1892. Démissionne lorsqu'élu Maire de Cincinnati. |
| Vacant                          | Vacant                       | 4 mai 1894 3 décembre 1894         | 53e            | |
| Jacob H. Bromwell (en)          | Républicain                  | 3 décembre 1894 - 3 mars 1903      | 53e - 57e      | Élu pour terminer le mandat de Caldwell. Réélu en 1894. Réélu en 1896. Réélu en 1898. Réélu en 1900.                                                                                                 |
| Herman P. Goebel (en)           | Républicain                  | 4 mars 1903 - 3 mars 1911          | 58e - 61e      | Élu en 1902. Réélu en 1904. Réélu en 1906. Réélu en 1908. |
| Alfred G. Allen (en)            | Démocrate                    | 4 mars 1911 - 3 mars 1917          | 62e - 64e      | Élu en 1910. Réélu en 1912. Réélu en 1914. |
| Victor Heintz (en)              | Républicain                  | 4 mars 1917 - 3 mars 1919          | 65e            | Élu en 1916. Retrait. |
| Ambrose E. B. Stephens (en)     | Républicain                  | 4 mars 1919 - 12 février 1927      | 66e - 69e      | Élu en 1918. Réélu en 1920. Réélu en 1922. Réélu en 1924. Réélu en 1926. Décès. |
| Vacant                          | Vacant                       | 12 février 1927 - 8 novembre 1927  | 69e , 70e      | |
| Charles Tatgenhorst Jr. (en)    | Républicain                  | 8 novembre 1927 - 3 mars 1929      | 70e            | Élu pour terminer le mandat de Stephens. Retrait. |
| William E. Hess (en)            | Républicain                  | 4 mars 1929 - 3 janvier 1937       | 71e - 74e      | Élu en 1928. Réélu en 1930. Réélu en 1932. Réélu en 1934. Perd sa réélection. |
| Herbert S. Bigelow (en)         | Démocrate                    | 3 janvier 1937 - 3 janvier 1939    | 75e            | Élu en 1936. Perd sa réélection. |
| William E. Hess (en)            | Républicain                  | 3 janvier 1939 - 3 janvier 1949    | 76e - 80e      | Élu en 1938. Réélu en 1940. Réélu en 1942. Réélu en 1944. Réélu en 1946. Perd sa réélection. |
| Earl T. Wagner (en)             | Démocrate                    | 3 janvier 1949 - 3 janvier 1951    | 81e            | Élu en 1948. Perd sa réélection. |
| William E. Hess (en)            | Républicain                  | 3 janvier 1951 - 3 janvier 1961    | 82e - 86e      | Élu en 1950. Réélu en 1952. Réélu en 1954. Réélu en 1956. Réélu en 1958. Retrait. |
| Donald D. Clancy (en)           | Républicain                  | 3 janvier 1961 - 3 janvier 1977    | 87e - 94e      | Élu en 1960. Réélu en 1962. Réélu en 1964. Réélu en 1966. Réélu en 1968. Réélu en 1970. Réélu en 1972. Réélu en 1974. Perd sa réélection.                                                            |
| Tom Luken (en)                  | Démocrate                    | 3 janvier 1977 - 3 janvier 1983    | 95e - 97e      | Élu en 1976. Réélu en 1978. Réélu en 1980. Redécoupage vers le 1er district. |
| Bill Gradison (en)              | Républicain                  | 3 janvier 1983 - 31 janvier 1993   | 98e - 103e     | Redécoupage depuis le 1er district et réélu en 1982. Réélu en 1984. Réélu en 1986. Réélu en 1988. Réélu en 1990. Réélu en 1992. Démissionne.                                                         |
| Vacant                          | Vacant                       | 31 janvier 1993 - 4 mai 1993       | 103e           | |
| Rob Portman                     | Républicain                  | 4 mai 1993 - 29 avril 2005         | 103e - 109e    | Élu pour terminer le mandat de Gradison. Réélu en 1994. Réélu en 1996. Réélu en 1998. Réélu en 2000. Réélu en 2002. Réélu en 2004. Démissionne pour devenir Représentant au Commerce des États-Unis. |
| Vacant                          | Vacant                       | 29 avril 2005 - 2 août 2005        | 109e           | |
| Jean Schmidt (en)               | Républicain                  | 2 août 2005 - 3 janvier 2013       | 109e - 112e    | Élue pour terminer le mandat de Portman. Réélue en 2006. Réélue en 2008. Réélue en 2010. Perd sa renomination.                                                                                       |
| Brad Wenstrup                   | Républicain                  | 3 janvier 2013 - Présent           | 113e - Présent | Élu en 2012. Réélu en 2014. Réélu en 2016. Réélu en 2018. Réélu en 2020. Réélu en 2022. Retrait à la fin du mandat.                                                                                  |

## Résultats des récentes élections
Voici les résultats des dix précédents cycles électoraux dans le district.

## Frontières historiques du district

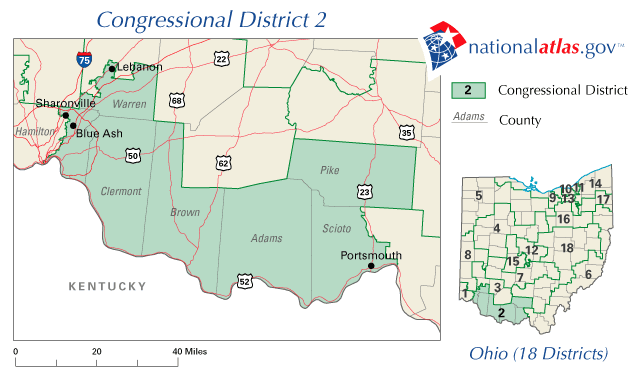
2003 - 2013

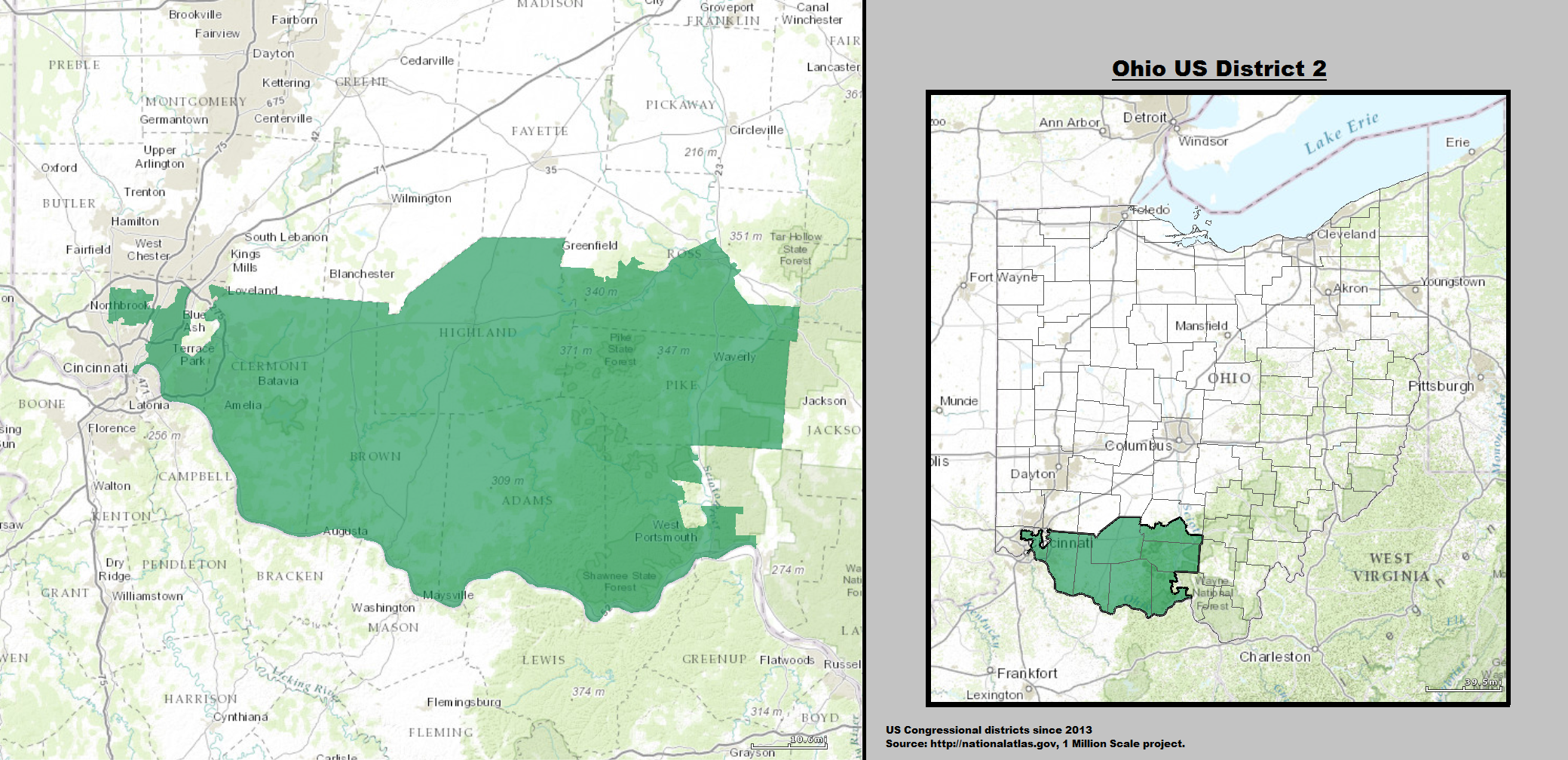
2013 - 2023

### 2004
| Élection de 2004 du 2e district congressionnel de l'Ohio | Élection de 2004 du 2e district congressionnel de l'Ohio | Élection de 2004 du 2e district congressionnel de l'Ohio | Élection de 2004 du 2e district congressionnel de l'Ohio | Élection de 2004 du 2e district congressionnel de l'Ohio |
| -------------------------------------------------------- | -------------------------------------------------------- | -------------------------------------------------------- | -------------------------------------------------------- | -------------------------------------------------------- |
| Parti                                                    | Parti                                                    | Candidat                                                 | Votes                                                    | %                                                        |
|                                                          | Républicain                                              | Rob Portman (sortant)                                    | 227 102                                                  | 71,7                                                     |
|                                                          | Démocrate                                                | Charles W. Sanders                                       | 89 598                                                   | 28,3                                                     |
|                                                          | Write-In                                                 | James Condit Jr.                                         | 60                                                       | 0,0                                                      |
| Total des votes                                          | Total des votes                                          | Total des votes                                          | 316 760                                                  | 100 %                                                    |
|                                                          | Les Républicains conservent                              |                                                          |                                                          |                                                          |

### 2005 (Spéciale)
| Élection Spéciale de 2005 du 2e district congressionnel de l'Ohio | Élection Spéciale de 2005 du 2e district congressionnel de l'Ohio | Élection Spéciale de 2005 du 2e district congressionnel de l'Ohio | Élection Spéciale de 2005 du 2e district congressionnel de l'Ohio | Élection Spéciale de 2005 du 2e district congressionnel de l'Ohio |
| ----------------------------------------------------------------- | ----------------------------------------------------------------- | ----------------------------------------------------------------- | ----------------------------------------------------------------- | ----------------------------------------------------------------- |
| Parti                                                             | Parti                                                             | Candidat                                                          | Votes                                                             | %                                                                 |
|                                                                   | Républicain                                                       | Jean Schmidt (en)                                                 | 59 671                                                            | 51,6                                                              |
|                                                                   | Démocrate                                                         | Paul Hackett                                                      | 55 886                                                            | 48,4                                                              |
|                                                                   | Write-In                                                          | James Condit Jr.                                                  | 15                                                                | 0,0                                                               |
|                                                                   | Write-In                                                          | James E. Constable Jr.                                            | 4                                                                 | 0,0                                                               |
| Total des votes                                                   | Total des votes                                                   | Total des votes                                                   | 115 576                                                           | 100 %                                                             |
|                                                                   | Les Républicains conservent                                       |                                                                   |                                                                   |                                                                   |

### 2006
| Élection de 2006 du 2e district congressionnel de l'Ohio | Élection de 2006 du 2e district congressionnel de l'Ohio | Élection de 2006 du 2e district congressionnel de l'Ohio | Élection de 2006 du 2e district congressionnel de l'Ohio | Élection de 2006 du 2e district congressionnel de l'Ohio |
| -------------------------------------------------------- | -------------------------------------------------------- | -------------------------------------------------------- | -------------------------------------------------------- | -------------------------------------------------------- |
| Parti                                                    | Parti                                                    | Candidat                                                 | Votes                                                    | %                                                        |
|                                                          | Républicain                                              | Jean Schmidt (en) (sortante)                             | 120 112                                                  | 50,5                                                     |
|                                                          | Démocrate                                                | Victoria Wulsin                                          | 117 595                                                  | 49,4                                                     |
|                                                          | Write-In                                                 | Nathan Noy                                               | 298                                                      | 0,1                                                      |
|                                                          | Write-In                                                 | James Condit Jr.                                         | 76                                                       | 0,0                                                      |
| Total des votes                                          | Total des votes                                          | Total des votes                                          | 238 081                                                  | 100 %                                                    |
|                                                          | Les Républicains conservent                              |                                                          |                                                          |                                                          |

### 2008
| Élection de 2008 du 2e district congressionnel de l'Ohio | Élection de 2008 du 2e district congressionnel de l'Ohio | Élection de 2008 du 2e district congressionnel de l'Ohio | Élection de 2008 du 2e district congressionnel de l'Ohio | Élection de 2008 du 2e district congressionnel de l'Ohio |
| -------------------------------------------------------- | -------------------------------------------------------- | -------------------------------------------------------- | -------------------------------------------------------- | -------------------------------------------------------- |
| Parti                                                    | Parti                                                    | Candidat                                                 | Votes                                                    | %                                                        |
|                                                          | Républicain                                              | Jean Schmidt (en) (sortante)                             | 148 671                                                  | 44,8                                                     |
|                                                          | Démocrate                                                | Victoria Wulsin                                          | 124 213                                                  | 37,5                                                     |
|                                                          | Indépendant                                              | David H. Krikorian                                       | 58 710                                                   | 17,7                                                     |
|                                                          | Write-In                                                 | James Condit Jr.                                         | 76                                                       | 0,0                                                      |
| Total des votes                                          | Total des votes                                          | Total des votes                                          | 331 624                                                  | 100 %                                                    |
|                                                          | Les Républicains conservent                              |                                                          |                                                          |                                                          |

### 2010
| Élection de 2010 du 2e district congressionnel de l'Ohio | Élection de 2010 du 2e district congressionnel de l'Ohio | Élection de 2010 du 2e district congressionnel de l'Ohio | Élection de 2010 du 2e district congressionnel de l'Ohio | Élection de 2010 du 2e district congressionnel de l'Ohio |
| -------------------------------------------------------- | -------------------------------------------------------- | -------------------------------------------------------- | -------------------------------------------------------- | -------------------------------------------------------- |
| Parti                                                    | Parti                                                    | Candidat                                                 | Votes                                                    | %                                                        |
|                                                          | Républicain                                              | Jean Schmidt (en) (sortante)                             | 139 027                                                  | 58,5                                                     |
|                                                          | Démocrate                                                | Surya Yalamanchili                                       | 82 431                                                   | 34,7                                                     |
|                                                          | Libertarien                                              | Marc Johnston                                            | 16 259                                                   | 6,8                                                      |
| Total des votes                                          | Total des votes                                          | Total des votes                                          | 237 717                                                  | 100 %                                                    |
|                                                          | Les Républicains conservent                              |                                                          |                                                          |                                                          |

### 2012
| Élection de 2012 du 2e district congressionnel de l'Ohio | Élection de 2012 du 2e district congressionnel de l'Ohio | Élection de 2012 du 2e district congressionnel de l'Ohio | Élection de 2012 du 2e district congressionnel de l'Ohio | Élection de 2012 du 2e district congressionnel de l'Ohio |
| -------------------------------------------------------- | -------------------------------------------------------- | -------------------------------------------------------- | -------------------------------------------------------- | -------------------------------------------------------- |
| Parti                                                    | Parti                                                    | Candidat                                                 | Votes                                                    | %                                                        |
|                                                          | Républicain                                              | Brad Wenstrup                                            | 194 296                                                  | 58,6                                                     |
|                                                          | Démocrate                                                | William R. Smith                                         | 137 077                                                  | 41,4                                                     |
| Total des votes                                          | Total des votes                                          | Total des votes                                          | 331 373                                                  | 100 %                                                    |
|                                                          | Les Républicains conservent                              |                                                          |                                                          |                                                          |

### 2014
| Élection de 2014 du 2e district congressionnel de l'Ohio | Élection de 2014 du 2e district congressionnel de l'Ohio | Élection de 2014 du 2e district congressionnel de l'Ohio | Élection de 2014 du 2e district congressionnel de l'Ohio | Élection de 2014 du 2e district congressionnel de l'Ohio |
| -------------------------------------------------------- | -------------------------------------------------------- | -------------------------------------------------------- | -------------------------------------------------------- | -------------------------------------------------------- |
| Parti                                                    | Parti                                                    | Candidat                                                 | Votes                                                    | %                                                        |
|                                                          | Républicain                                              | Brad Wenstrup (sortant)                                  | 132 658                                                  | 66,0                                                     |
|                                                          | Démocrate                                                | Marek Tyskiewicz                                         | 68 453                                                   | 34,0                                                     |
| Total des votes                                          | Total des votes                                          | Total des votes                                          | 201 111                                                  | 100 %                                                    |
|                                                          | Les Républicains conservent                              |                                                          |                                                          |                                                          |

### 2016
| Élection de 2016 du 2e district congressionnel de l'Ohio | Élection de 2016 du 2e district congressionnel de l'Ohio | Élection de 2016 du 2e district congressionnel de l'Ohio | Élection de 2016 du 2e district congressionnel de l'Ohio | Élection de 2016 du 2e district congressionnel de l'Ohio |
| -------------------------------------------------------- | -------------------------------------------------------- | -------------------------------------------------------- | -------------------------------------------------------- | -------------------------------------------------------- |
| Parti                                                    | Parti                                                    | Candidat                                                 | Votes                                                    | %                                                        |
|                                                          | Républicain                                              | Brad Wenstrup (sortant)                                  | 221 193                                                  | 65,0                                                     |
|                                                          | Démocrate                                                | William Smith                                            | 111 694                                                  | 32,8                                                     |
|                                                          | Indépendant                                              | Janet Everhard (write-in)                                | 7 392                                                    | 2,2                                                      |
| Total des votes                                          | Total des votes                                          | Total des votes                                          | 340 279                                                  | 100 %                                                    |
|                                                          | Les Républicains conservent                              |                                                          |                                                          |                                                          |

### 2018
| Élection de 2018 du 2e district congressionnel de l'Ohio | Élection de 2018 du 2e district congressionnel de l'Ohio | Élection de 2018 du 2e district congressionnel de l'Ohio | Élection de 2018 du 2e district congressionnel de l'Ohio | Élection de 2018 du 2e district congressionnel de l'Ohio |
| -------------------------------------------------------- | -------------------------------------------------------- | -------------------------------------------------------- | -------------------------------------------------------- | -------------------------------------------------------- |
| Parti                                                    | Parti                                                    | Candidat                                                 | Votes                                                    | %                                                        |
|                                                          | Républicain                                              | Brad Wenstrup (sortant)                                  | 166 714                                                  | 57,6                                                     |
|                                                          | Démocrate                                                | Jill Schiller                                            | 119 333                                                  | 41,2                                                     |
|                                                          | Vert                                                     | Jim Condit Jr.                                           | 3 606                                                    | 1,2                                                      |
|                                                          | Indépendant                                              | David Baker (write-in)                                   | 8                                                        | 0,0                                                      |
| Total des votes                                          | Total des votes                                          | Total des votes                                          | 289 661                                                  | 100 %                                                    |
|                                                          | Les Républicains conservent                              |                                                          |                                                          |                                                          |

### 2020
| Élection de 2020 du 2e district congressionnel de l'Ohio | Élection de 2020 du 2e district congressionnel de l'Ohio | Élection de 2020 du 2e district congressionnel de l'Ohio | Élection de 2020 du 2e district congressionnel de l'Ohio | Élection de 2020 du 2e district congressionnel de l'Ohio |
| -------------------------------------------------------- | -------------------------------------------------------- | -------------------------------------------------------- | -------------------------------------------------------- | -------------------------------------------------------- |
| Parti                                                    | Parti                                                    | Candidat                                                 | Votes                                                    | %                                                        |
|                                                          | Républicain                                              | Brad Wenstrup (sortant)                                  | 230 430                                                  | 61,1                                                     |
|                                                          | Démocrate                                                | Jaime Castle                                             | 146 781                                                  | 38,9                                                     |
|                                                          | Write-In                                                 | Write-In                                                 | 37                                                       | 0,0                                                      |
| Total des votes                                          | Total des votes                                          | Total des votes                                          | 377 248                                                  | 100 %                                                    |
|                                                          | Les Républicains conservent                              |                                                          |                                                          |                                                          |

### 2022
| Primaire Républicaine de 2022 du 2e district congressionnel de l'Ohio | Primaire Républicaine de 2022 du 2e district congressionnel de l'Ohio | Primaire Républicaine de 2022 du 2e district congressionnel de l'Ohio | Primaire Républicaine de 2022 du 2e district congressionnel de l'Ohio | Primaire Républicaine de 2022 du 2e district congressionnel de l'Ohio |
| --------------------------------------------------------------------- | --------------------------------------------------------------------- | --------------------------------------------------------------------- | --------------------------------------------------------------------- | --------------------------------------------------------------------- |
| Parti                                                                 | Parti                                                                 | Candidat                                                              | Votes                                                                 | %                                                                     |
|                                                                       | Républicain                                                           | Brad Wenstrup (sortant)                                               | 56 802                                                                | 77,4                                                                  |
|                                                                       | Républicain                                                           | James Condit Jr.                                                      | 9 250                                                                 | 12,6                                                                  |
|                                                                       | Républicain                                                           | David Winsich                                                         | 7 380                                                                 | 10,0                                                                  |

| Primaire Démocrate de 2022 du 2e district congressionnel de l'Ohio | Primaire Démocrate de 2022 du 2e district congressionnel de l'Ohio | Primaire Démocrate de 2022 du 2e district congressionnel de l'Ohio | Primaire Démocrate de 2022 du 2e district congressionnel de l'Ohio | Primaire Démocrate de 2022 du 2e district congressionnel de l'Ohio |
| ------------------------------------------------------------------ | ------------------------------------------------------------------ | ------------------------------------------------------------------ | ------------------------------------------------------------------ | ------------------------------------------------------------------ |
| Parti                                                              | Parti                                                              | Candidat                                                           | Votes                                                              | %                                                                  |
|                                                                    | Démocrate                                                          | Samantha Meadows                                                   | 11 694                                                             | 72,0                                                               |
|                                                                    | Démocrate                                                          | Alan Darnowsky                                                     | 4 541                                                              | 28,0                                                               |

| Élection de 2022 du 2e district congressionnel de l'Ohio | Élection de 2022 du 2e district congressionnel de l'Ohio | Élection de 2022 du 2e district congressionnel de l'Ohio | Élection de 2022 du 2e district congressionnel de l'Ohio | Élection de 2022 du 2e district congressionnel de l'Ohio |
| -------------------------------------------------------- | -------------------------------------------------------- | -------------------------------------------------------- | -------------------------------------------------------- | -------------------------------------------------------- |
| Parti                                                    | Parti                                                    | Candidat                                                 | Votes                                                    | %                                                        |
|                                                          | Républicain                                              | Brad Wenstrup (sortant)                                  | 192 117                                                  | 74,5                                                     |
|                                                          | Démocrate                                                | Samantha Meadows                                         | 65 745                                                   | 25,5                                                     |
| Total des votes                                          | Total des votes                                          | Total des votes                                          | 257 862                                                  | 100 %                                                    |
|                                                          | Les Républicains conservent                              |                                                          |                                                          |                                                          |

### 2024
| Primaire Républicaine de 2024 du 2e district congressionnel de l'Ohio | Primaire Républicaine de 2024 du 2e district congressionnel de l'Ohio | Primaire Républicaine de 2024 du 2e district congressionnel de l'Ohio | Primaire Républicaine de 2024 du 2e district congressionnel de l'Ohio | Primaire Républicaine de 2024 du 2e district congressionnel de l'Ohio |
| --------------------------------------------------------------------- | --------------------------------------------------------------------- | --------------------------------------------------------------------- | --------------------------------------------------------------------- | --------------------------------------------------------------------- |
| Parti                                                                 | Parti                                                                 | Candidat                                                              | Votes                                                                 | %                                                                     |
|                                                                       | Républicain                                                           | David Taylor                                                          | 26 247                                                                | 25,5                                                                  |
|                                                                       | Républicain                                                           | Tim O'Hara                                                            | 22 626                                                                | 22,0                                                                  |
|                                                                       | Républicain                                                           | Larry Kidd                                                            | 19 583                                                                | 19,0                                                                  |
|                                                                       | Républicain                                                           | Shane Wilkin                                                          | 9 932                                                                 | 9,6                                                                   |
|                                                                       | Républicain                                                           | Ron Hood                                                              | 9 020                                                                 | 8,8                                                                   |
|                                                                       | Républicain                                                           | Phil Heimlich                                                         | 5 080                                                                 | 4,9                                                                   |
|                                                                       | Républicain                                                           | Tom Hwahg                                                             | 3 202                                                                 | 3,1                                                                   |
|                                                                       | Républicain                                                           | Kim Georgeton                                                         | 2 311                                                                 | 2,2                                                                   |
|                                                                       | Républicain                                                           | Charles Tassell                                                       | 1 737                                                                 | 1,7                                                                   |
|                                                                       | Républicain                                                           | Niraj Antani                                                          | 1 700                                                                 | 1,7                                                                   |
|                                                                       | Républicain                                                           | Derek Myers                                                           | 1 565                                                                 | 1,5                                                                   |

| Primaire Démocrate de 2024 du 2e district congressionnel de l'Ohio | Primaire Démocrate de 2024 du 2e district congressionnel de l'Ohio | Primaire Démocrate de 2024 du 2e district congressionnel de l'Ohio | Primaire Démocrate de 2024 du 2e district congressionnel de l'Ohio | Primaire Démocrate de 2024 du 2e district congressionnel de l'Ohio |
| ------------------------------------------------------------------ | ------------------------------------------------------------------ | ------------------------------------------------------------------ | ------------------------------------------------------------------ | ------------------------------------------------------------------ |
| Parti                                                              | Parti                                                              | Candidat                                                           | Votes                                                              | %                                                                  |
|                                                                    | Démocrate                                                          | Samantha Meadows                                                   | 15 022                                                             | 100 %                                                              |

| Élection de 2024 du 2e district congressionnel de l'Ohio | Élection de 2024 du 2e district congressionnel de l'Ohio | Élection de 2024 du 2e district congressionnel de l'Ohio | Élection de 2024 du 2e district congressionnel de l'Ohio | Élection de 2024 du 2e district congressionnel de l'Ohio |
| -------------------------------------------------------- | -------------------------------------------------------- | -------------------------------------------------------- | -------------------------------------------------------- | -------------------------------------------------------- |
| Parti                                                    | Parti                                                    | Candidat                                                 | Votes                                                    | %                                                        |
|                                                          | Républicain                                              | David Taylor                                             | 268 211                                                  | 73,56                                                    |
|                                                          | Démocrate                                                | Samantha Meadows                                         | 96 401                                                   | 26,44                                                    |
|                                                          | Indépendant                                              | Alexander Schrank (write-in)                             | 4                                                        | 0,00                                                     |
| Total des votes                                          | Total des votes                                          | Total des votes                                          | 364 616                                                  | 100 %                                                    |
|                                                          | Les Républicains conservent                              |                                                          |                                                          |                                                          |